# Brycea angustistriga
Brycea angustistriga là một loài bướm đêm thuộc phân họ Arctiinae, họ Erebidae.